# جين لاك
جين لاك (بالإنجليزية: Gene Lake)‏ هو طبال وموسيقي أمريكي، ولد في 12 يناير 1966 في سانت لويس في الولايات المتحدة.

## وصلات خارجية
- الموقع الرسمي
- جين لاك على موقع ميوزك برينز (الإنجليزية)
- جين لاك على موقع أول ميوزيك (الإنجليزية)
- جين لاك على موقع ديسكوغز (الإنجليزية)